# Кварнштет
Кварнштет (њем. Quarnstedt) општина је у њемачкој савезној држави Шлезвиг-Холштајн. Једно је од 112 општинских средишта округа Штајнбург. Према процјени из 2010. у општини је живјело 430 становника. Посједује регионалну шифру (AGS) 1061088.

## Географски и демографски подаци
Кварнштет се налази у савезној држави Шлезвиг-Холштајн у округу Штајнбург. Општина се налази на надморској висини од 4 метра. Површина општине износи 10,6 km². У самом мјесту је, према процјени из 2010. године, живјело 430 становника. Просјечна густина становништва износи 41 становник/km².